# Charlotte (manzana)
Charlotte es una  variedad cultivar de manzano (Malus domestica). 
Un híbrida del cruce de 'Wijcik McIntosh' x 'Greensleeves'. Uno de los seis cultivares columnares (Maypole, Telamon, Tuscan, Trajan (estos desarrollados por K. Tobutt en 1985 y exhibidas en Chelsea en 1989 bajo el nombre comercial de "Ballerina", ya que en América del Norte, se registraron con el nombre "Colonnade" pues el nombre Ballerina no estaba disponible), y Charlotte, Obelisk estos lanzados en 1991 ) estos manzanos columnares fueron desarrollados en la East Malling Research Station en Kent (Inglaterra). Las frutas son crujientes y jugosas.

## Sinonimia
- "SA 219/25 ",
- "Hercules",
- "Ballerina Charlotte".

## Historia
'Charlotte' es una variedad de manzana, híbrida del cruce de 'Wijcik McIntosh' x 'Greensleeves'. Desarrollado y criado a partir de 'Wijcik McIntosh' como Parental-Madre mediante una polinización por la variedad 'Greensleeves'  como Parental-Padre. Esta variedad está incluida en la "serie Ballerina" de manzanos columnares desarrollados bajo la dirección de Ken Tobutt en la Estación de Investigación East Malling en Maidstone, Kent (Reino Unido). Fue creado en 1975. Seleccionado en 1988 en el Probatorio Nacional de Frutas (National Fruit Trials),  Brogdale Farm, Faversham, Kent. Fue lanzado a los circuitos comerciales en 1998.
'Charlotte' está cultivada en diversos bancos de germoplasma de cultivos vivos tales como en National Fruit Collection (Colección Nacional de Fruta) de Reino Unido con el número de accesión: 1999-035 y Nombre Accesión : Tuscan.

## Características
'Charlotte' presenta un hábito de crecimiento columnar erguido, moderadamente vigoroso. Portador de espuelas. Los espolones fructíferos se desarrollan cerca del tallo principal. Puede ocurrir alguna ramificación lateral del tallo principal, pero generalmente es causada como resultado de un daño a un espolón fructífero y se puede cortar. El follaje tiende a ser denso a lo largo del poste del árbol. Tener el árbol protegido es esencial en lugares ventosos, ya que los vientos fuertes pueden dañar las yemas terminales y provocar ramificaciones secundarias. Los árboles se pueden plantar a un metro de distancia. Se puede cultivar en macetas. Tiene un tiempo de floración que comienza a partir del 23 de abril con el 10% de floración, para el 25 de abril tiene una floración completa (80%), y para el 5 de mayo tiene un 90% caída de pétalos.
'Charlotte' tiene una talla de fruto medio; forma generalmente redondo a redonda cónica con cierta tendencia a ser asimétrica; con nervaduras débiles en la cuenca calicina, y la corona está claramente abombada; piel con textura lisa, de color base de fondo verde claro, presentando de sobre color rojo en la cara expuesta al sol, aproximadamente una cuarta parte de la superficie total, importancia del sobre color medio, y patrón del sobre color chapa / rayas, abundan las lenticelas medianas de color claro, ruginoso-"russeting" (pardeamiento áspero superficial que presentan algunas variedades) muy bajo; cáliz mediano y abierto, colocado en una cuenca profunda y amplia, presentando un ruginoso-"russeting" claro en la cavidad; pedúnculo corto y de calibre medio, colocado en una cavidad profunda en forma de embudo; la pulpa es de color crema, moderadamente crujiente y jugosa, de sabor dulce, muy similar a su parentesco Greensleeves, que tiende a oxidarse lentamente cuando se expone al aire.
Su tiempo de recogida de cosecha se inicia a finales de septiembre. Se conserva bien durante cinco meses en cámara frigorífica. La superficie adquiere una sensación grasosa a medida que la fruta comienza a madurar.

## Usos
Una buena manzana de uso en mesa como postre fresco.

## Ploidismo
Diploide, auto estéril. Grupo de polinización: C, Día 10.

## Susceptibilidades
- Susceptible al mildiu, a la roya del manzano y del enebro, Sarna del manzano, y al fuego bacteriano.[7]